# 두건버섯강
두건버섯강(Leotiomycetes)은 자낭균문에 속하는 균류 강의 하나이다. 상당수 종이 심각한 식물병을 일으킨다.

## 하위 분류
| - Cyttariales - Erysiphales - 고무버섯목 또는 살갗버섯목 (Helotiales) - 두건버섯목 (Leotiales) - 투구버섯목 (Rhytismatales) - Thelebolales - 분류가 불확실한 과 - Thelocarpaceae - Vezdaeaceae | - 분류가 불확실한 속 - Amylocarpus - Catinella - Chaetomella - Cyclaneusma - Discohainesia - Eleutheromyces - Geniculospora - Hainesia - Hyphozyma - Leohumicola - Meliniomyces - Naemacyclus |